# Ngọn núi thứ năm
Ngọn núi thứ năm (tiếng Bồ Đào Nha: O Monte Cinco) là tác phẩm của nhà văn người Brazil Paulo Coelho - xuất bản lần đầu tại Brazil năm 1996. Nội dung tác phẩm là lời diễn giải của tác giả về Elijah, nhà tiên tri trong Cựu ước, cùng câu chuyện về những thử thách và đau khổ của ông - trên hành trình tìm hiểu về tình yêu bản thân, khả năng yêu thương và tha thứ cho đồng loại của mình.

## Tóm tắt nội dung
Câu chuyện dựa trên lời kể của nhà tiên tri Elijah trong Kinh thánh (Sách các Vua quyển thứ 1, chương 17-19). Nội dung tập trung vào khoảng thời gian ông ở Zarephath (tên là Akbar trong sách). Vào thế kỷ thứ chín trước Công nguyên, vợ của vua Israel là Jezebel đe dọa sẽ xử tử tất cả các nhà tiên tri không chịu thờ cúng vị thần ngoại giáo Baal. Elijah, một nhà tiên tri trẻ được thiên sứ của Đức Chúa Trời truyền lệnh chạy trốn khỏi Israel, tìm kiếm sự an toàn ở vùng đất Zarephath. Ông không ngờ mình lại đem lòng yêu người đàn bà góa mà Chúa đã sai ông đến với. Nhưng cảm giác hạnh phúc mới này không kéo dài, và Elijah bị lạc trong mớ hỗn loạn cảm xúc của mình.
Nhiều chi tiết đã được Coelho thêm vào dựa trên câu chuyện của Kinh thánh, bao gồm việc Elijah chứng kiến người Assyria cướp phá Akbar, cuộc hành trình của Elijah lên Ngọn núi thứ năm (được cho là nơi ở của Baal).
Phần lớn câu chuyện, Elijah tỏ ra rất vâng lời, tuân theo mọi điều mà thiên sứ của Đức Chúa Trời truyền dạy. Cuối cùng, ông nhận ra rằng số phận của ông không phải do ông lựa chọn, mà là do Thượng đế. Cuối cùng, ông quyết định tuân theo mong muốn và ý chí của chính mình.